# Calceolaria crenata x ferruginea
Calceolaria crenata x ferruginea là một loài thực vật có hoa trong họ Calceolariaceae. Loài này được Hack. mô tả khoa học đầu tiên năm 1984.